# Holophaea
Holophaea is een geslacht van vlinders van de familie spinneruilen (Erebidae), uit de onderfamilie Arctiinae.

## Soorten
- H. caerulea Druce, 1898
- H. cardinalis Rothschild, 1911
- H. endoleuca Dognin, 1909
- H. erharda Schaus, 1927
- H. eurytorna Hampson, 1914
- H. gentilicia Schaus, 1911
- H. lugens D. Jones, 1908
- H. lycone Druce, 1884
- H. melita Druce, 1899
- H. prometina Druce, 1894
- H. ruatana Druce, 1897
- H. vesta Möschler, 1877